# Alfred Lévy (peintre)
Pour l’article homonyme, voir Alfred Lévy.
Alfred Lévy, né le 7 juin 1872 à Metz et mort le 14 février 1965 à Nancy, est un peintre aquarelliste français. Décorateur en chef de l'entreprise Majorelle, il s'est illustré dans le style Art déco.

## Biographie
Fils de Cerf Levy, tailleur d'habits, et de Caroline Brille, son épouse, Alfred Abraham Lévy naît à Metz en 1872, pendant l'annexion allemande. En 1886, il quitte la Moselle annexée et s'inscrit aux Beaux-arts de Nancy, suivant les cours de Jules Larcher. En 1888, il entre dans les ateliers de Louis Majorelle. Il en devient ensuite décorateur en chef. Dans son art, il obtient une médaille à l'Exposition universelle de 1900. En 1903, il expose à Metz, au Künstlerbund Lothringen, l’exposition de l’Union des artistes de Lorraine.
Pendant la guerre de 1914-1918, Alfred Lévy sert comme garde territorial dans le secteur du Grand-Couronné et, en Alsace, au Vieil-Armand.  
Après guerre, il reprend son activité à Nancy. Il obtient une médaille d’or à l’Exposition internationale des arts décoratifs à Paris en 1925. En 1926, Alfred Lévy est promu directeur technique et artistique de la maison Majorelle. Il y exerce une influence importante aux côtés de Pierre Majorelle et de Paul Beucher. En 1928, il obtient une médaille d’or à l’Exposition de France à Athènes. Il prend sa retraite en 1938. 
Alfred Lévy meurt à Nancy en 1965,.

## Œuvres
Entre 1898 et 1913, Alfred Lévy expose régulièrement des paysages lorrains au salon de Nancy. Dans le cadre de son activité professionnel, il participe au renouvellement de l'inspiration de l'entreprise Majorelle, avec l'élaboration du style Art Déco. Il excelle dans l'art du verre et du cristal, mais signe également du mobilier.

## Titres et distinctions
- Officier d’académie (1901)
- Officier de l’Instruction publique.
- Médaille d’or à l'Exposition internationale des arts décoratifs et industriels modernes à Paris (1925) ;
- Médaille d’or à l’Exposition de France à Athènes (1928) ;
- Médaille d’honneur à l’Exposition coloniale de Vincennes (1931) ;
- Médaille d’argent de la Société d'encouragement à l'art et à l'industrie (1934) ;
- Médaille d’or de la Société industrielle de l’Est et médaille d’argent de la Société des architectes de l’Est (1935) ;
- Diplôme d’honneur à l’Exposition universelle de Paris (1937).